# Renata Zawirska-Wojtasiak
Renata Zawirska-Wojtasiak (ur. 26 września 1950 w Poznaniu) – polska biochemiczka i technolożka żywności.

## Życiorys
Szkołę podstawową i średnią ukończyła w Poznaniu. W 1968 rozpoczęła naukę na tamtejszej Akademii Rolniczej, na Wydziale Technologii Rolno-Spożywczej. W 1973 uzyskała dyplom magistra (praca: Oznaczanie kwasów tłuszczowych w łoju wołowym i oleju pszenicy przy pomocy chromatografii gazowej pod kierunkiem prof. Edwarda Kamińskiego). W 1988 doktoryzowała się (praca: Wpływ suszenia marchwi i przechowywania suszu na właściwości sensoryczne i związki lotne, zapachowe oraz trwałość produktu). W 1989 wstąpiła do NSZZ Solidarność. Habilitowała się w 2005 na podstawie rozprawy Charakterystyka składu enancjomerów w wybranych aromatach pochodzenia naturalnego i jej wykorzystanie w kontroli autentyczności tych aromatów. Za tę pracę otrzymała nagrodę rektora Uniwersytetu Przyrodniczego w Poznaniu. Od 2009 była profesorem nadzwyczajnym, a 5 grudnia 2011 otrzymała nominację na profesora zwyczajnego. Pracuje w Instytucie Żywności Pochodzenia Roślinnego poznańskiego Uniwersytetu Przyrodniczego.

## Dorobek
Opublikowała 57 prac twórczych oraz 70 komunikatów naukowych. Pisała też podręczniki naukowe. W 2012 liczba cytowań wynosiła 220 (w 2017 - 757), a indeks Hirscha kształtował się na poziomie 7. Kierowała czterema grantami badawczymi, a jedenaście współtworzyła.

## Zainteresowania
Interesuje się przede wszystkim związkami zapachowymi żywności, oceną sensoryczną produktów, oraz szkoleniami z zakresu oceny sensorycznej. 

## Nagrody i odznaczenia
Otrzymała m.in.:
- Złoty Krzyż Zasługi,
- Nagrodę Zespołową PAN,
- Nagrodę Uniwersytetu Przyrodniczego w Poznaniu,
- Nagrodę Zespołową II stopnia Ministra Nauki, Szkolnictwa Wyższego i Techniki[1].